# Longechenal
Longechenal ist eine französische Gemeinde mit 605 Einwohnern (Stand: 1. Januar 2022) im Département Isère in der Region Auvergne-Rhône-Alpes. Longechenal gehört zum Arrondissement Vienne und zum Kanton Le Grand-Lemps. Die Einwohner werden Longechenots genannt.

## Geographie
Longechenal liegt etwa 39 Kilometer nordwestlich von Grenoble. Umgeben wird Longechenal von den Nachbargemeinden Eydoche im Norden und Nordwesten, Bizonnes im Norden und Nordosten, Châbons im Osten und Nordosten, Le Grand-Lemps im Osten, Bévenais im Südosten, La Frette im Süden, Saint-Hilaire-de-la-Côte im Südwesten sowie Mottier im Westen.

## Bevölkerungsentwicklung
| Jahr                       | 1962 | 1968 | 1975 | 1982 | 1990 | 1999 | 2006 | 2017 |
| -------------------------- | ---- | ---- | ---- | ---- | ---- | ---- | ---- | ---- |
| Einwohner                  | 391  | 382  | 384  | 385  | 417  | 428  | 445  | 571  |
| Quellen: Cassini und INSEE |      |      |      |      |      |      |      |      |

## Sehenswürdigkeiten
- Kirche St. Peter und Paulaus dem 19. Jahrhundert

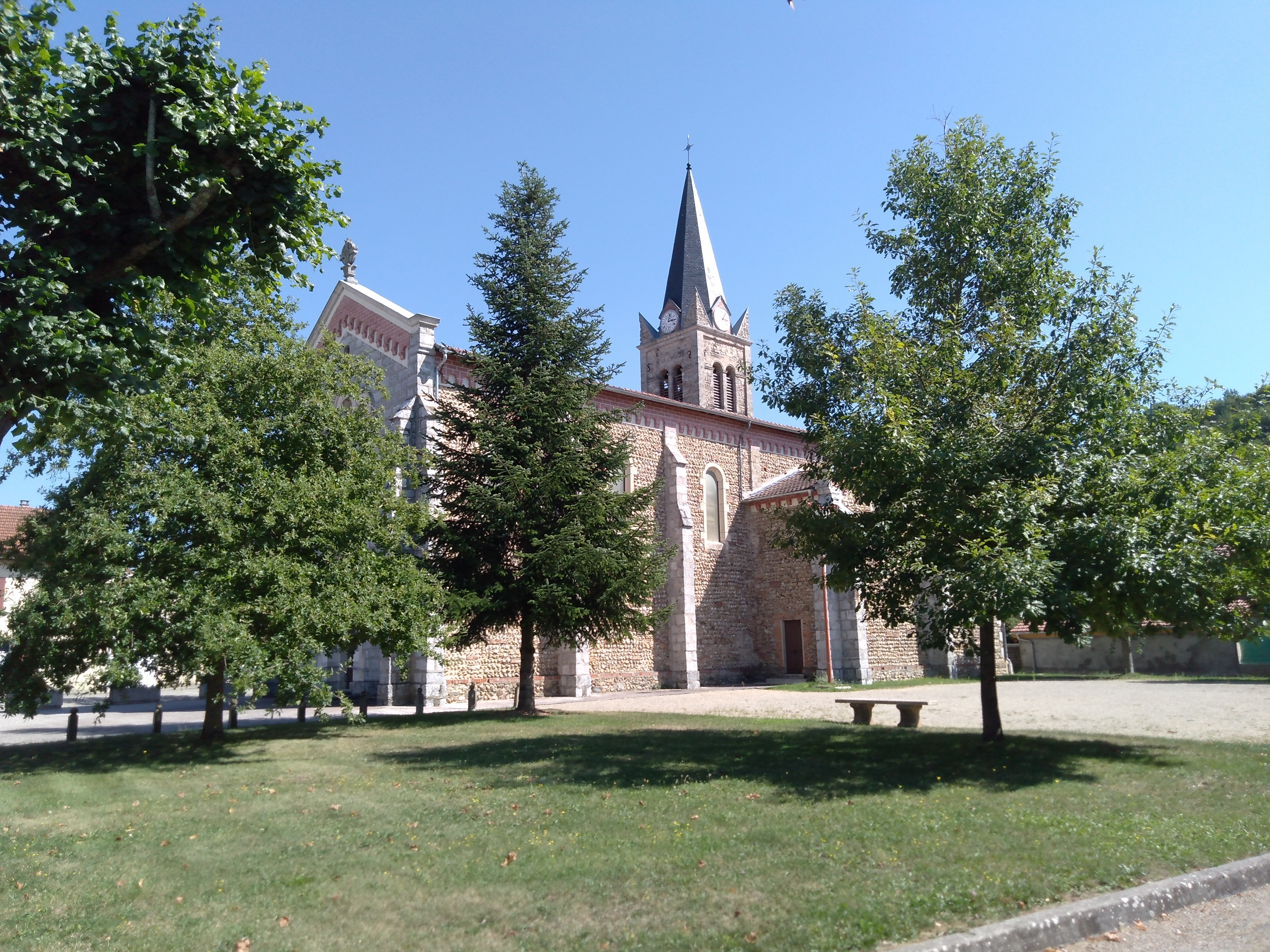
Kirche Saints-Pierre-et-Paul

- Ökomuseum